# NASCAR Winston Cup 1990
De NASCAR Winston Cup 1990 was het 42e seizoen van het belangrijkste NASCAR kampioenschap dat in de Verenigde Staten gehouden wordt. Het seizoen startte op 18 februari met de Daytona 500 en eindigde op 18 november met de Atlanta Journal 500. Dale Earnhardt won het kampioenschap voor de vierde keer in zijn carrière. De trofee rookie of the year werd postuum uitgereikt aan Rob Moroso, die op 30 september overleed na een verkeersongeval.

## Races
Top drie resultaten, exhibitie- en kwalificatiewedstrijden staan niet vermeld.
| '  | Datum  | Race                         | Circuit                         | Winnaar         | Tweede          | Derde           |
| 1  | 18-feb | Daytona 500                  | Daytona International Speedway  | Derrike Cope    | Terry Labonte   | Bill Elliott    |
| 2  | 25-feb | Pontiac Excitement 400       | Richmond International Raceway  | Mark Martin     | Dale Earnhardt  | Ricky Rudd      |
| 3  | 4-mrt  | Goodwrench 500               | North Carolina Speedway         | Kyle Petty      | Geoff Bodine    | Ken Schrader    |
| 4  | 18-mrt | Motorcraft Quality Parts 500 | Atlanta Motor Speedway          | Dale Earnhardt  | Morgan Shepherd | Ernie Irvan     |
| 5  | 1-apr  | TranSouth 500                | Darlington Raceway              | Dale Earnhardt  | Mark Martin     | Davey Allison   |
| 6  | 8-apr  | Valleydale Meats 500         | Bristol Motor Speedway          | Davey Allison   | Mark Martin     | Ricky Rudd      |
| 7  | 22-apr | First Union 400              | North Wilkesboro Speedway       | Brett Bodine    | Darrell Waltrip | Dale Earnhardt  |
| 8  | 29-apr | Hanes Activewear 500         | Martinsville Speedway           | Geoff Bodine    | Rusty Wallace   | Morgan Shepherd |
| 9  | 6-mei  | Winston 500                  | Talladega Superspeedway         | Dale Earnhardt  | Greg Sacks      | Mark Martin     |
| 10 | 27-mei | Coca-Cola 600                | Charlotte Motor Speedway        | Rusty Wallace   | Bill Elliott    | Mark Martin     |
| 11 | 3-jun  | Budweiser 500                | Dover International Speedway    | Derrike Cope    | Ken Schrader    | Dick Trickle    |
| 12 | 10-jun | Banquet Frozen Foods 300     | Infineon Raceway                | Rusty Wallace   | Mark Martin     | Ricky Rudd      |
| 13 | 17-jun | Miller Genuine Draft 500     | Pocono Raceway                  | Harry Gant      | Rusty Wallace   | Geoff Bodine    |
| 14 | 24-jun | Miller Genuine Draft 400     | Michigan International Speedway | Dale Earnhardt  | Ernie Irvan     | Geoff Bodine    |
| 15 | 7-jul  | Pepsi 400                    | Daytona International Speedway  | Dale Earnhardt  | Alan Kulwicki   | Ken Schrader    |
| 16 | 22-jul | AC Spark Plug 500            | Pocono Raceway                  | Geoff Bodine    | Bill Elliott    | Rusty Wallace   |
| 17 | 29-jul | DieHard 500                  | Talladega Superspeedway         | Dale Earnhardt  | Bill Elliott    | Sterling Marlin |
| 18 | 12-aug | Budweiser At The Glen        | Watkins Glen International      | Ricky Rudd      | Geoff Bodine    | Brett Bodine    |
| 19 | 19-aug | Champion Spark Plug 400      | Michigan International Speedway | Mark Martin     | Greg Sacks      | Rusty Wallace   |
| 20 | 25-aug | Busch 500                    | Bristol Motor Speedway          | Ernie Irvan     | Rusty Wallace   | Mark Martin     |
| 21 | 2-sep  | Heinz Southern 500           | Darlington Raceway              | Dale Earnhardt  | Ernie Irvan     | Alan Kulwicki   |
| 22 | 9-sep  | Miller Genuine Draft 400     | Richmond International Raceway  | Dale Earnhardt  | Mark Martin     | Darrell Waltrip |
| 23 | 26-sep | Peak AntiFreeze 500          | Dover International Speedway    | Bill Elliott    | Mark Martin     | Dale Earnhardt  |
| 24 | 23-sep | Goody's 500                  | Martinsville Speedway           | Geoff Bodine    | Dale Earnhardt  | Mark Martin     |
| 25 | 30-sep | Tyson Holly Farms 400        | North Wilkesboro Speedway       | Mark Martin     | Dale Earnhardt  | Brett Bodine    |
| 26 | 7-okt  | Mello Yello 500              | Charlotte Motor Speedway        | Davey Allison   | Morgan Shepherd | Michael Waltrip |
| 27 | 21-jul | AC Delco 400                 | North Carolina Speedway         | Alan Kulwicki   | Bill Elliott    | Harry Gant      |
| 28 | 4-nov  | Checker 500                  | Phoenix International Raceway   | Dale Earnhardt  | Ken Schrader    | Morgan Shepherd |
| 29 | 18-nov | Atlanta Journal 500          | Atlanta Motor Speedway          | Morgan Shepherd | Geoff Bodine    | Dale Earnhardt  |

## Eindstand - Top 10
| 1  | Dale Earnhardt  | 4430 |
| 2  | Mark Martin     | 4404 |
| 3  | Geoff Bodine    | 4017 |
| 4  | Bill Elliott    | 3999 |
| 5  | Morgan Shepherd | 3689 |
| 6  | Rusty Wallace   | 3676 |
| 7  | Ricky Rudd      | 3601 |
| 8  | Alan Kulwicki   | 3599 |
| 9  | Ernie Irvan     | 3593 |
| 10 | Ken Schrader    | 3572 |